# Tibnin
Tibnin (in arabo تبنين ‎?, Tibnīn) è un villaggio situato a 110 km a sud di Beirut. Esso conta 6.500 abitanti durante il periodo invernale, che salgono però a oltre 10.000 d'estate. È caratterizzato da un clima mite, da un bel paesaggio e da monumenti d'interesse storico e turistico, come la roccaforte che ha circa un millennio e mezzo di vita.
Tibnin è stato il centro della signoria di Toron durante le Crociate.

## Interventi militari di Israele nell'area
Durante il conflitto israelo-libanese del luglio 2006, al pari di molti altri villaggi, Tibnin ha avuto numerose abitazioni distrutte.
Nell'antico centro di Zakuk, sito nella parte più alta della città, vicino al Castello Crociato, molte delle case sono state completamente distrutte o fortemente danneggiate.
Vicino all'ospedale pubblico v'è un centro per il trasporto.  Le forze armate israeliane hanno sganciato numerose bombe nelle sue vicinanze, obbligando circa 2000 civili a cercare rifugio dentro l'ospedale.
Si stima che Israele abbia sganciato 100.000 bombe a grappolo nell'area di Tibnin e nei villaggi circostanti. Duecento bombe a grappolo sono state trovate da esperti artificieri nel primo giorno del cessate-il-fuoco nei pressi dell'ospedale governativo, dove i civili erano rifugiati.  Esperti di sminamento hanno detto che sarebbero occorsi vari mesi, se non anni, per rimuovere le bombe non esplose. Un battaglione cinese facente parte del dispositivo schierato dalle Nazioni Unite nel Sud-Libano, hanno scoperto una media di 250-300 bombe inesplose ogni giorno.
Per la prima volta dalla guerra civile libanese del 1975-90, le forze armate regolari libanesi sono tornate nel Libano meridionale, compresa Tibnin, in base alla Risoluzione n° 1701 del Consiglio di Sicurezza dell'ONU.